# Zielona Konfederacja
Zielona Konfederacja (ang. Green Confederation) – vanuacka partia polityczna. W wyborach parlamentarnych z 2004 r. zdobyła 3 z 52 miejsc w parlamencie.
W wyborach w 2016 r. wprowadziła 2 osoby do parlamentu i utworzyła koalicję rządzącą razem z 11 innymi partiami.